# Cezayir Sokağı

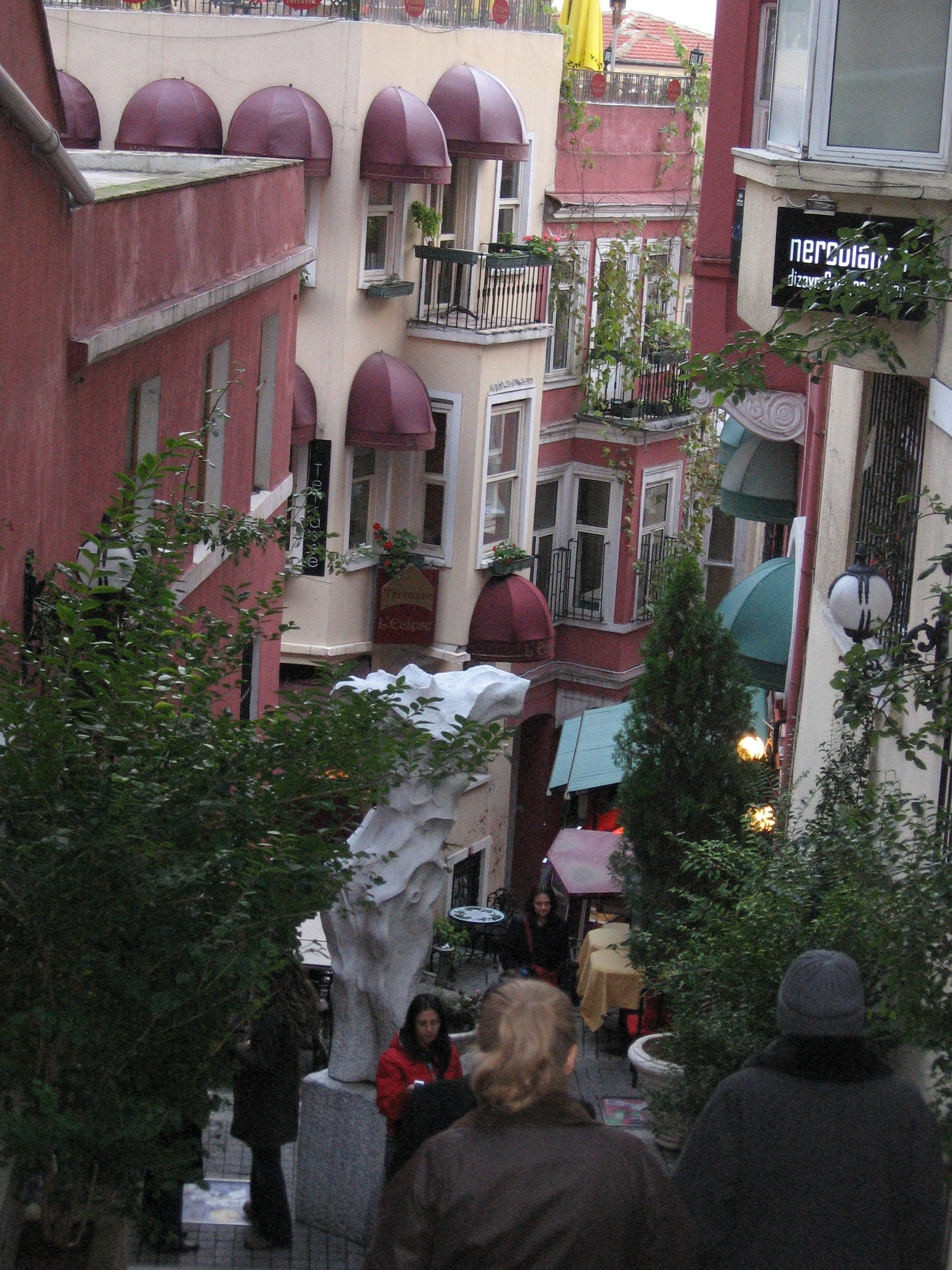
Blick auf die Straße

Die Cezayir Sokağı (auch Fransız Sokağı) ist eine enge und steile Sackgasse im Stadtteil Beyoğlu von Istanbul. Sie liegt hinter dem Galatasaray-Gymnasium. Die Cezayir Sokağı (Algerienstraße) ist für PKW nicht zugänglich, hat Treppen und beherbergt zahlreiche Galerien, Cafés und Restaurants.

## Geschichte
Im Jahre 2002 begannen die zwei Jahre dauernden Umbauarbeiten der Algerischen Straße zur Französischen Straße. Man erwarb zunächst sämtliche Häuser der Straße. Projektleiter Mehmet Taşdiken und sein Bruder Atalay arbeiteten mit dem Französischen Kulturinstitut Istanbul zusammen. Über diesen Kontakt konnte zusammen mit der Pariser Stadtverwaltung in der neuen Französischen Straße an den Einfluss der Franzosen auf das Osmanische Reich im 19. Jahrhundert erinnert werden. Pariser Architekten halfen, Straßensteine zu beschaffen und die Pariser Stadtverwaltung ließ 100 Jahre alte Straßenlampen nach Istanbul liefern. Im Juli 2004 wurde die Straße schließlich mit einem viertägigen Fest eröffnet.
Im Februar 2012 gab es dort u. a. Cafés, Restaurants, ein Dokumentationszentrum über Beyoğlu, eine Kunstgalerie, eine Konditorei und einen Buch- und Geschenkeladen. Der Umgestaltung lag ein Marketingkonzept zugrunde. Nach der Anerkennung des Völkermordes an den Armeniern durch die französische Nationalversammlung gab es in den Medien erheblichen Unmut gegen den französischen Flair. Auf Druck der Händler und der Café-Betreiber ließ die Stadtverwaltung die Straßenschilder "Fransız Sokağı" weder entfernen und erklärte, es habe nie eine Umbenennung gegeben.